# 董宋儒
董宋儒（1557年—？），字應宿，號振凡，直隸大名府元城縣人，民籍，明朝政治人物。

## 生平
萬曆七年（1579年）己卯科順天府鄉試第二十名，萬曆十一年（1583年）癸未科會試第二百四十四名，登三甲第一百三十八名進士。都察院觀政，丁憂，十三年授刑部主事，十七年升员外郎，十八年差河南恤刑，十九年升郎中，二十一年升江西副使，二十九年補山东副使，三十二年升本省右参政，三十五年考察調簡，四十一年起陕西参政，四十四年考察。

## 家族
曾祖董忠，曾任壽官；祖父董廷對，曾任通判；父董用威，曾任教授。母劉氏；繼母李氏。